# Alderholt
Alderholt es una localidad situada en el condado de Dorset, en Inglaterra (Reino Unido), con una población estimada a mediados de 2016 de 2878 habitantes.
Se encuentra ubicada al sureste de la península del Suroeste, cerca de la ciudad de Dorchester y de la orilla del canal de la Mancha (océano Atlántico) y de la frontera con el condado de Hampshire.